# Devido processo legal
O devido processo legal (em inglês: due process of law) é um princípio legal proveniente do direito anglo-saxão (e, portanto, de um sistema diferente das tradições romanas ou romano-germanas), no qual algum ato praticado por autoridade, para ser considerado válido, eficaz e completo, deve seguir todas as etapas previstas em lei. É um princípio originado na primeira constituição, a Magna Carta, de 1215.

## Origens
Com objetivo de preservarem-se das ingerências do rei João Sem Terra, os barões impuseram ao monarca a promulgação de uma lei de terras que, dado o apelido do monarca ser Magnânimo João, passou à história como Magna Carta - na verdade uma lei sobre o direito às terras (per legem terrae).
Reza o diploma medievo, em sua cláusula 39:
Numa tradução livre: Nenhum homem livre será capturado, ou levado prisioneiro, ou privado dos bens, ou exilado, ou de qualquer modo destruído, e nunca usaremos da força contra ele, e nunca mandaremos que outros o façam, salvo em processo legal por seus pares ou de acordo com as leis da terra." (grifamos)
Numa tradução posterior para o inglês, de origem desconhecida, o copista consignou pela primeira vez a expressão due process of law no lugar de "per legem terrae".
No mesmo artigo 39 tem-se a instituição do tribunal do júri (o julgamento por seus pares) e a Carta Magna tornou-se uma garantia não apenas para os nobres, como para a burguesia. Sua violação gerou revoltas, como em 1258 contra Henrique III, ao qual foram impostos os chamados Estatutos de Oxford, num progresso das limitações do arbítrio dos soberanos.

## Construção doutrinária e jurídica
O preceito do devido processo legal evoluiu e passou por adaptações aos momentos históricos, como registra o jurista brasileiro, San Tiago Dantas: “Essa compreensão do ‘due process of law’, como restrição ao arbítrio do Legislativo, atinge a maturação doutrinária na mesma época em que o princípio se incorpora às restrições feitas ao Poder dos Estados, [..] nesse mesmo ano Cooley publica o seu Tratado sobre as limitações constitucionais do Poder Legislativo, e daí por diante a doutrina e a jurisprudência se conciliam numa afirmação que, fixando o sentido do instituto, não lhe impedirá, entretanto, a constante transformação e adaptação às condições históricas.”
O preceito de cunho constitucional, desta forma, adapta-se como garantia não somente pessoal, mas também coletiva, extravasando a esfera de abrangência original e adaptando-se aos diversos ramos do direito, como o administrativo, civil, etc., além do penal.
Sua abrangência, assim, avança sobre o próprio poder legislativo do Estado, como uma restrição imposta ao próprio ato de se fazer uma lei, podendo ser então denominado devido processo legislativo.

## No Brasil
A Constituição brasileira de 1988 traz a garantia exarada no seu Artigo 5º, que trata das garantias e direito individuais. Seu inciso LIV expressa a essência do due process, e o inciso LV surge como seu corolário (ou desdobramento) :
"Art. 5º - (...)
LIV – ninguém será privado da liberdade ou de seus bens sem o devido processo legal.
LV – aos litigantes em processo judicial e administrativo, e aos acusados em geral, serão assegurados o contraditório e a ampla defesa, com os meios de recurso a ela inerentes."
O Supremo Tribunal Federal decidiu em alguns recursos extraordinários que o devido processo legal também se aplica às relações privadas, especificamente para garantir a ampla defesa em procedimentos de exclusão de associados dos quadros de entidades privadas.